# Biathlon-Europacup 1997/98
Der Biathlon-Europacup 1997/98 wurde als Unterbau zum Biathlon-Weltcup 1997/98 veranstaltet.

## Ergebnisse Damen-Wettbewerbe

### Gesamtwertung
Nach 21 von 21 Rennen
| Platz | Sportler           | Land        | Punkte |
| ----- | ------------------ | ----------- | ------ |
| 1     | Julija Dykanjuk    | Russland    | 293    |
| 2     | Steffi Kindt       | Deutschland | 290    |
| 3     | Janet Klein        | Deutschland | 272    |
| 4     | Andrea Henkel      | Deutschland | 232    |
| 5     | Iris Eckschlager   | Österreich  | 222    |
| 6     | Peggy Wagenführ    | Deutschland | 206    |
| 7     | Irina Djatschkowa  | Russland    | 167    |
| 8     | Emmanuelle Termier | Frankreich  | 159    |
| 9     | Martina Hubbauer   | Deutschland | 145    |
| 10    | Raffaella Ferloni  | Italien     | 134    |

## Ergebnisse Herren-Wettbewerbe

### Gesamtwertung
Nach 21 von 21 Rennen
| Platz | Sportler            | Land        | Punkte |
| ----- | ------------------- | ----------- | ------ |
| 1     | Ulf Karkoschka      | Deutschland | 332    |
| 2     | Gunar Bretschneider | Deutschland | 325    |
| 3     | Stefan Hodde        | Deutschland | 252    |
| 4     | Edouard Riabow      | Russland    | 211    |
| 5     | René Gerth          | Deutschland | 211    |
| 6     | Stéphane Azambre    | Frankreich  | 191    |
| 7     | Raphael Cart-Lamy   | Frankreich  | 178    |
| 8     | Wladimir Bechterew  | Russland    | 162    |
| 9     | Andrej Wolkow       | Russland    | 153    |
| 10    | Torsten Thrän       | Deutschland | 135    |